# Megalopyge affinis
Megalopyge affinis är en fjärilsart som beskrevs av Druce 1887. Megalopyge affinis ingår i släktet Megalopyge och familjen Megalopygidae. Inga underarter finns listade i Catalogue of Life.